# گوی‌داش
گوی‌داش یکی از روستاهای استان آذربایجان شرقی است که در دهستان چاراویماق جنوب غربی بخش مرکزی شهرستان چاراویماق واقع شده‌است.

## معماری
روستای گویداش دارای ساختار معماری سنتی طبیعت بکر چشمه های پر آب و کوه های بلند که کوه سلیمان شاه با ارتفاع تقریبی ۳۰۰۰ متر از سطح دریا یکی از بلند ترین کوه های منطقه میباشد.

## معادن
گویداش داری یک معدن آهن فعال میباشد که باعث از بین رفتن مراتع، رودخانه ها، تنوع زیستی، ایجاد آلودگی برای روستا هیچ منفعتی ندارد.

## شغل
نبود راه ارتباطی مناسب یکی از مشکلات اصلی این روستا است که در طول زمستان بدلیل بارش برف بسته هست شغل اصلی روستائیان دامداری و باغداری است.